# 田中三郎 (外交官)
田中 三郎（たなか さぶろう、1941年 - ）は、日本の外交官。内閣情報調査室次長や、シドニー総領事、駐キューバ特命全権大使等を歴任した。

## 人物・経歴
東京生まれ。福井県立武生高等学校、東京外国語大学外国語学部英米学科を経て、オックスフォード大学哲学・政治・経済学部（Philosophy, Politics and Economics）卒業。外務省欧亜局大洋州課首席事務官、外務省情報文化局報道課外国プレス室長、外務大臣官房総務課査察室長、外務大臣官房領事移住部領事第二課長、在ハンガリー日本国大使館参事官、在英国日本国大使館参事官、在ルーマニア日本国大使館参事官、在プレトリア日本国総領事館首席領事、在ハンガリー日本国大使館公使、在英国日本国大使館広報文化センター所長、在タンザニア日本国大使館公使などを経て、1989年岐阜県国際交流センター理事長、岐阜県理事。1992年外務大臣官房審議官、内閣情報調査室次長。1994年シドニー総領事。1996年駐キューバ特命全権大使。

## 著書
- 『フィデル・カストロ : 世界の無限の悲惨を背負う人』同時代社 2005年
- 『フィデル・カストロの「思索」 : 人類の経験を背負う人』同時代社 2011年